# Ptoboroa
Ptoboroa is een mosdiertjesgeslacht uit de familie van de Conescharellinidae en de orde Cheilostomatida. De wetenschappelijke naam ervan is in 1997 voor het eerst geldig gepubliceerd door Gordon & d'Hondt.

## Soorten
- Ptoboroa gelasina Gordon & d'Hondt, 1997
- Ptoboroa pulchrior (Gordon, 1989)